# Agbéyomé Messan Kodjo

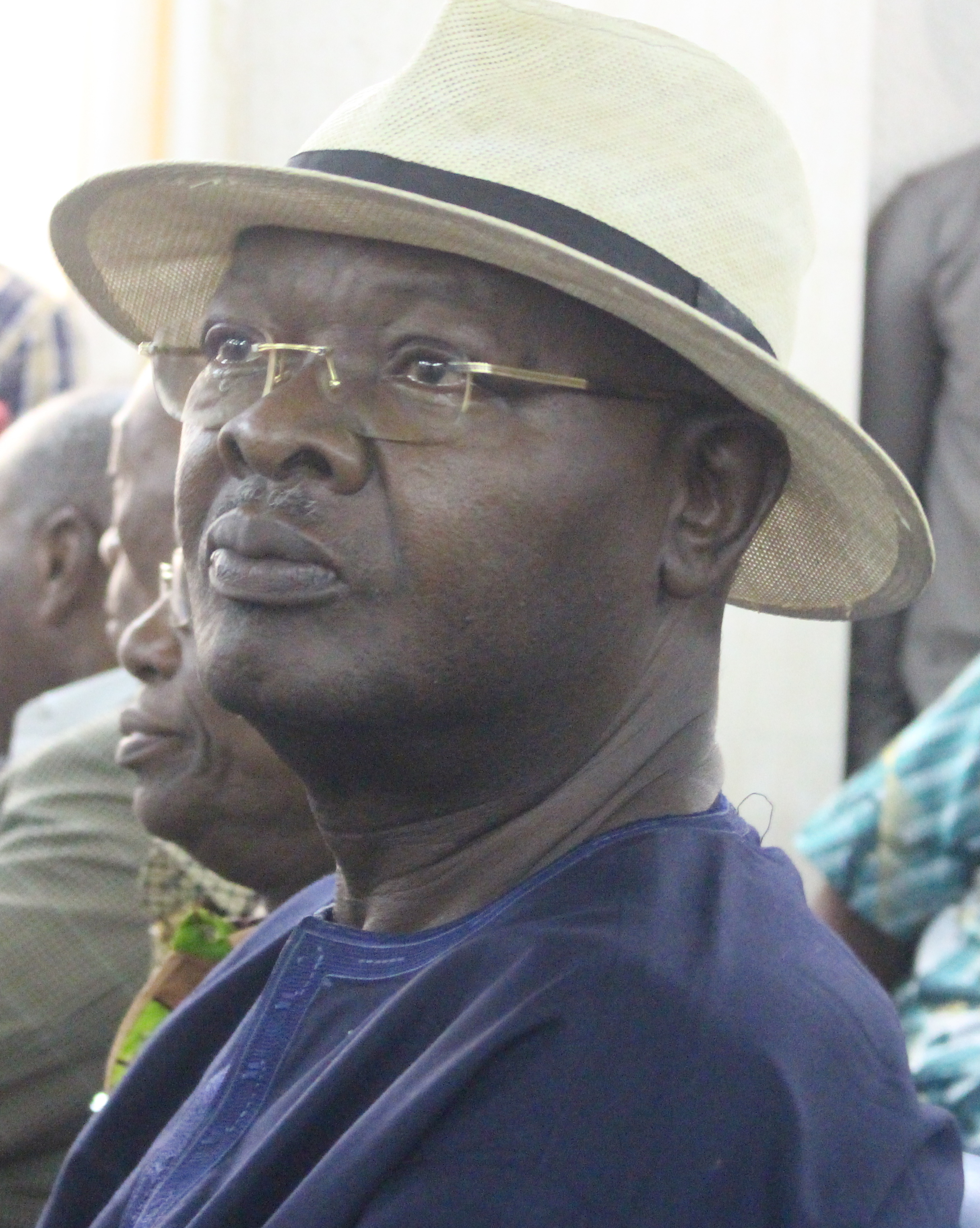
Agbéyomé Messan Kodjo (2020)

Agbéyomé Messan Kodjo (* 12. Oktober 1954 in Tokpli; † 3. März 2024) war ein togoischer Politiker, der von August 2000 bis Juni 2002 Premierminister seines Landes war.

## Leben
Von 1988 bis 1991 war Agbéyomé Kodjo unter Präsident Gnassingbé Eyadéma Minister für Kultur, Jugend und Sport. Unter Premierminister Joseph Kokou Koffigoh wurde er im September 1992 Minister für Inneres und Sicherheit, aber Koffigoh entließ ihn im November wieder, zusammen mit Benjamin Agbéka, Minister für Kommunikation und Kultur, wie Kodjo Angehöriger der Präsidentenpartei Rassemblement du peuple togolais (RPT). Kodjo und Agbéka verweigerten bis Februar 1993 mit Unterstützung Eydémas die Entlassung, ungeachtet der Proteste gegen sie und der Absicht Koffigohs, die Angelegenheit vor das togoische Verfassungsgericht zu bringen.
Von 1993 bis 1999 war Kodjo Generaldirektor des Freihafens von Lomé. Nachdem er bei den Wahlen 1999 in die Nationalversammlung gewählt worden war, wurde er im Juni 1999 deren Präsident. Am 29. August 2000 wurde er von Präsident Eyadéma zum Premierminister ernannt und löste damit Eugene Koffi Adoboli ab, der eine Vertrauensabstimmung verloren hatte.
Am 30. August 2001 kündigte Kodjo eine durch die Regierung angestrebte Verfassungsänderung an, die Diktator Eyadéma nach den Präsidentschaftswahlen 2003 eine dritte Amtszeit erlauben sollte. Später gab er an, die Ankündigung persönlich abgelehnt zu haben. Während seiner Amtszeit als Ministerpräsident gab es Spekulationen über eine eventuelle Nachfolge Kodjos als Staatspräsident im Falle der Amtsaufgabe Eyadémas, dennoch gerieten Eyadéma und er in einen Konflikt und Kodjo wurde am 27. Juni 2002 als Ministerpräsident entlassen. Als Grund hierfür wurden offiziell parteiinterne Differenzen innerhalb der RPT genannt. In einem Artikel in der Wochenzeitschrift Le Scorpion kritisierte Kodjo die Regierung Eyademas daraufhin scharf. Nachfolger Kodjos als Premierminister wurde Koffi Sama.
Kodjo verließ im Juli 2002 das Land und ging ins Exil nach Frankreich. Wegen Beleidigung des Präsidenten und Stören der öffentlichen Ordnung wurde er gerichtlich gesucht. Die RPT schloss ihn im August 2002 aus.
Nach dem Tod Eyadémas kehrte Kodjo am 8. April 2005 nach Togo zurück, wo er zunächst wegen Veruntreuung während seiner Zeit als Hafendirektor verhaftet wurde. Im September 2005 gründete er eine neue Partei, die Alliance Démocratique pour la Patrie. 2007 scheiterte seine Kandidatur als Präsident des togoischen Fußballverbandes. Im August 2008 gab Kodjo bekannt, für die Organisation pour bâtir dans l’union un Togo solidaire (OBUTS) bei der Präsidentschaftswahl 2010 antreten zu wollen, zog aber vor der Wahl seine Kandidatur zurück. Sein Name stand jedoch noch auf den Wahlzetteln, und er erhielt knapp ein Prozent der Stimmen.
Im Februar 2020 trat Kodjo bei der Präsidentschaftswahl an und belegte mit etwa 19,5 % der Stimmen den zweiten Platz hinter Faure Gnassingbé, einem Sohn Eyademas. Am 21. April 2020 wurde Kodjo verhaftet. Ihm wurde vorgeworfen, die staatliche Sicherheit zu stören, weil er sich mehrfach als „demokratisch gewählter Präsident“ bezeichnet hatte. Auch wurde er beschuldigt, staatliche Embleme illegal zu verwenden. Das Oberste Gericht des Landes bestätigte Gnassingbés Wahlsieg – aber Kodjo blieb bei seiner Darstellung.
Agbéyomé Kodjo starb am 3. März 2024 an einem Herzinfarkt. Er wurde 69 Jahre alt.